# Madagaspis robinsoni
Madagaspis robinsoni är en insektsart som beskrevs av Mamet 1954. Madagaspis robinsoni ingår i släktet Madagaspis och familjen pansarsköldlöss.
Artens utbredningsområde är Madagaskar. Inga underarter finns listade i Catalogue of Life.